# Cupa Eroilor 1942-1943
Competițiile divizionare au fost reluate de Federația Română de Fotbal în toamna anului 1942, doar că sub alte denumiri – Campionatul de Război pentru Liga 1, și Cupa Eroilor pentru Liga a 2-a. Aceste noi competiții, erau menite să aniverseze și împlinirea unui an de la intrarea României în cel de-al Doilea Război Mondial, pe 6 septembrie 1942, având loc etapa inaugurală. (Gazeta Sporturilor, 9 septembrie 1942)

## Format
Cupa Eroilor a fost organizată în trei serii pe criterii geografice:  
1 - vest (8 echipe),
2 - nord (10 echipe) și
3 - est (6 echipe)
– câștigătoarele din fiecare serie urmând să joace într-un play-off pentru promovare.

## Istoric
Cu 6 victorii și 4 remize în cele 10 meciuri, Uzinele Astra Brașov au câștigat seria a 3-a(est) a Cupei Eroilor cu un avans de trei puncte față de Prahova Ploiești. Învingătoarea în celelalte două serii ale Cupei Eroilor au fost Uzinele și Domeniile Reșița (vest) și Uzinele Metalurgice Cugir (nord) – terminând cu un avans de trei puncte peste Jiul Petroșani.
Seria I
```
1. 
U.D. Reșița
                     14 11  1  2 57:18 23
2. C.F.R. Timișoara                14  6  3  5 35:24 15
3. Vulturii Textila Lugoj          14  7  1  6 33:26 15
4. Ripensia Timișoara              14  5  3  6 39:31 13
5. Crișana C.F.R. Arad             14  6  1  7 31:50 13
6. S.S.M. Reșița                   14  6  1  7 25:31 13 
7. Gloria Arad                     14  5  1  8 18:43 11
8. Mica Brad                       14  4  1  9 19:34  9
```

Seria a II-a
```
 1. 
Uzinele Metalurgice Cugir
       18 13  1  4 46:15 27
 2. Jiul Petroșani                  18 11  2  5 39:25 24
 3. C.F.R. Simeria                  18 10  3  5 39:27 23
 4. Arsenal Sibiu                   18  9  5  4 45:36 23
 5. Minerul Lupeni                  18  8  2  8 51:29 18
 6. Vitrometan Mediaș               18  8  2  8 39:33 18
 7. C.S. Lonea                      18  7  3  8 48:27 17
 8. C.S. Aninoasa                   18  6  1 11 25:41 13
 9. Unirea M.V. Alba Iulia          18  4  4 10 23:64 12
10. Metalosport Călan               18  1  3 14 11:69  5
```

Seria a III-a
```
1. 
U.A. Brașov
                     10  6  4  0 20: 6 16
2. Prahova Ploiești                10  6  1  3 27:14 13
3. F.C. Brăila                     10  5  1  4 33:18 11
4. Rogifer Tohan                   10  4  2  4 14:13 10
5. Franco Româna Brăila            10  3  2  5 15:20  8
6. Dacia V.A. Galați               10  1  0  9  9:47  2
```

## Play-off de promovare

### Runda 1
| Echipa 1                      | Scor | Echipa 2                                |
| ----------------------------- | ---- | --------------------------------------- |
| Uzinele Metalurgice Cugir (N) | 6–1  | (E) Uzinele Astra Brașov \|\|5–0\|\|1–1 |

### Runda 2
| Echipa 1                      | Scor | Echipa 2                                       |
| ----------------------------- | ---- | ---------------------------------------------- |
| Uzinele Metalurgice Cugir (N) | 5–8  | (V) Uzinele și Domeniile Reșița \|\|5–3\|\|0–5 |

Note:
- Uzinele Astra Brașov se vor reîntâlni cu cei de la Uzinele Metalurgice Cugir în viitoarea ediție a Cupei Eroilor, în seria centrală.
- Uzinele și Domeniile Reșița au promovat în Campionatul de război 1943-1944[2]